# Нунес да Силва, Луис Карлос
Луис Карлос Нунес да Силва (порт.-браз. Luís Carlos Nunes da Silva), более известен как Карлиньос (порт.-браз. Carlinhos); 19 ноября 1937, Рио-де-Жанейро — 22 июня 2015, там же) — бразильский футболист и тренер, который посвятил всю свою профессиональную футбольную жизнь «Фламенго».

## Карьера игрока
Был одним из лучших игроков в истории «Фламенго», по версии местных газет и спортивных журналов. Он играл на позиции полузащитника и выступал за «Фламенго» с 1958 по 1969 год. В этот период он выиграл два национальных чемпионата и турнир Рио-Сан-Паулу 1961 года.
Являлся одним из немногих игроков, кто выигрывал премию Белфорт Дуарте, она присуждалась игроку, которому десять лет не давали красную карточку. За стиль игры, высокий класс и технику он получил прозвище «Violino» (Скрипка). Его считают одним из лучших полузащитников всех времен в бразильском футболе, однако за сборную он провёл всего один матч. Он состоялся в 1964 году против сборной Португалии. В той игре у Карлиньоса были такие напарники, как Аиртон Белеза и Пеле, этот тандем помог бразильцам победить в том матче.
Двумя годами ранее, в рамках подготовки к Чемпионату мира 1962 года тренер сборной, Айморе Морейра вызвал 41 игрока для предварительной подготовки, из них только 22 были взяты в Чили. Ради баланса между Рио и Сан-Паулу тренерский штаб решил взять в качестве резерва Зито и Зекинью из «Палмейраса», а Карлиньос остался не у дел.
Одним из главных моментов в карьере футболиста стал решающий тур чемпионата 1963 года, когда последний матч закончился со счётом 0:0, что принесло «Фламенго» чемпионство. В этой игре, 15 декабря, был установлен национальный рекорд по числу болельщиков — 177020, причём 16947 зрителей в этом матче не заплатили за билет.

## Тренерская карьера
Как тренер Карлиньос не желал работать с другими клубами, кроме как «Фламенго», его пристрастие к клубу заставляло снова и снова возвращаться после очередной отставки.
Вначале успехи в клубе нельзя было назвать яркими, однако в конце 1980-х — начале 1990-х Карлиньос начал приобретать авторитет и как тренер: чемпионство в 1987 и 1992 году, Кубок Гуанабара 1988, Лига Кариока и Трофей Рио 1991, позже был ещё Кубок МЕРКОСУР в 1999 году и повторные победы в Лиге Кариока и Кубке Гуанабара.
Его последний срок на посту тренера «Фламенго» длился в период с мая по октябрь 2000 года, период, когда он в третий раз выиграл Лигу Кариока.
Некоторые люди утверждают, что именно Карлиньос стал первым чернокожим тренером, выигрывавшим бразильский чемпионат. Но Карлиньос был скорее метисом, чем чёрным.
На протяжении своей профессиональной карьеры он провёл 880 матчей: 517 в качестве игрока и 313 в качестве тренера.
12 февраля 2011 года в штаб-квартире «Фламенго» в районе Гавеа был поставлен бюст Карлиньоса.

## Смерть
Карлиньос умер 22 июня 2015 года в Рио-де-Жанейро от сердечной недостаточности, ему было 77 лет.